# هیدرونفروز
هیدرونفروز یا ورم کلیه (Hydronephrosis) به حالتی گفته می‌شود که سیستم جمع‌کننده ادرار (لگنچه و کالیسها) گشادتر از حد معمول هستند که اغلب ناشی از انسداد مسیر ادراری (مثلاً سنگ حالب) است. پیشرفت این بیماری به آتروفی بافت کلیوی می‌انجامد. در صورت اتساع همزمان حالب آن را هیدرواروترونفروز می‌نامند.
هیدرونفروز می‌تواند حاد یا مزمن، یک‌طرفه یا دوطرفه و کامل یا ناقص باشد هیدرونفروز یکطرفه (فقط یک کلیه) اغلب بدون علامت است و گاه بعد از تخریب کامل یک کلیه به صورت تصادفی (مثلاً در سونوگرافی) یافت می‌شود.